# 佐藤富雄
佐藤 富雄（さとう とみお、1932年1月6日 - 2012年11月5日）北海道北見市生まれの自己啓発書作家。東京農業大学、早稲田大学卒業。医学博士、農学博士。スピール・ハーレ大学（ルーマニア）教授、ルーマニア名誉領事。大脳・自律神経系と人間の行動・言葉の関連性を研究していた。
2012年11月5日、肺炎のため死去。

## 著書
- 「販売ベンチャー入門 新しい流通の展望」めるくまーる社,1973
- 「消費者商法 口コミ販売の戦略と戦術」講談社,1974
- 「80歳現役論 人生これから」英知出版,1978.10
- 「続・80歳現役論」英知出版,1981.9
- 「口ぐせが人生をつくる 自分の可能性を広げるために」ダイヤモンド社,1995.3.運命は「口ぐせ」で決まる」三笠書房知的生きかた文庫
- 「百歳、百人、百様の知恵」 編著.実業之日本社,1996.1
- 「女ざかり・男ざかり」を愉しむ 50歳からの生き方健康学」PHP研究所,1996.8
- 「65歳北極熊を追う イヌイットとともに犬ゾリ冒険旅行」中経出版,1997.5
- 「積極人間」は早死にする 人生成功を約束する「楽天思考」のすすめ」中経出版,1997.10
- 「赤ワインとチーズが老化を止める 聖なる7つの習慣」青春出版社 1998.4.プレイブックス
- 「市民が主役有機農業 オーガニック・ブームの背景」ダイヤモンド社,1998.5
- 「サプリメント革命」毎日新聞社,1999.11
- 「私の写真帖」久保書店,2000.9
- 「キレイをつくる地中海ダイエット 「スローフード」が教えてくれた無理なくヤセる法則」青春出版社,2001.7
- 「銃を極める愉しみ 完本」青萠堂,2001.10
- 「あなたが変わる「口ぐせ」の魔術 言葉の心理学・生理学」かんき出版,2002.2
- 「ツキを呼び込む成功法則 ツイてる人生=よい気分+よい口ぐせ+よい体ぐせ」オーエス出版,2002.10
- 「自分を変える魔法の「口ぐせ」 夢がかなう言葉の法則」かんき出版,2003.3
- 「ツキを呼ぶ「口ぐせ」「思考ぐせ」」講談社,2003.9.「成功してお金持ちになる魔法の口ぐせ」講談社+α文庫
- 「若々しい人老ける人 人生を楽しむオプティマル・ヘルスのすすめ」かんき出版,2003.8
- 「願えばかなう「思い込み」の魔力 「自己像」を変えて人生を変える脳内トレーニング」ベストセラーズ,2003.9.のちワニ文庫
- 「朝の習慣」を変えると人生はうまくいく!  3分でできるマンネリ革命」青春出版社,2003.9. のち文庫
- 「あなたの夢をかなえる「未来日記」 "思い通りの人生"を手に入れる14日間トレーニング」PHPエディターズ・グループ 2003.12
- 「楽天思考口ぐせで夢がかなう 脳の想像力が人生をつくる」講談社+α文庫
- 「成功を呼ぶ「口ぐせ」の科学」宝島社,2004.2
- 「人生にツキを呼ぶ黄金の一日二食」講談社,2004.3
- 「願いをかなえる眠りはじめの5分間 科学が明かす成功の法則」宝島社,2004.3 のち文庫
- 「マーフィー成功者の50のルール この"口ぐせ・思いぐせ"であなたの人生はうまくいく」ゴマブックス,2004.3
- 「強運」を呼び込む7つの習慣」2004.4.成美文庫
- 「超人手帳 この世で一番偉大な力、「選択する力」とは何か12の寓話からひもとく」オーエス出版,2004.4
- 「脳から若返る「ときめき」の魔力 生涯「いい男・いい女」と言われる人の習慣」ベストセラーズ,2004.4「恋にうつつを抜かしなさい!」ワニ文庫
- 「愛されてお金持ちになる魔法の言葉 あなたが変わる」全日出版,2004.5 のち三笠書房王様文庫
- 「女を味方にしてこそ男は大きく伸びる 女性に信頼されるコツもてるコツ」かんき出版,2004.5
- 「90日で細胞が元気になる 若さとキレイをキープする生き方健康学」かんき出版,2004.6
- 「叶えたい夢」が大きい人ほど成功する! 口ぐせ博士の脳を活かす思考術」青春出版社,2004.8
- 「人生100年時代の「生き方健康学」 若いまま可能な限り死を遅らせる」産能大学出版部,2004.8
- 「撮る」だけで心と身体が若返る カメラは最高のビタミン」細江英公 監修.ベストセラーズ,2004.9
- 「マーフィーお金に好かれる50のルール この法則で、あなたも幸せなお金持ちになれる」ゴマブックス,2004.9
- 「愛されて頭のいい子になる魔法の子育て 子どもの脳は「感動!」で育つ」大和書房,2004.10
- 「よく「遊ぶ人」ほど成功できる あなたの夢を実現させる「脳」の使い方」フォレスト出版,2004.10
- 「愛されてお金持ちになる魔法のカラダ」あいかわももこ絵.全日出版,2004.12
- 「王子さまに出会い愛されるシンデレラの教え」宝島社,2004.12
- 「図解Dr.佐藤富雄のあなたの運命が一変する!「口ぐせの法則」実践ノート」イースト・プレス,2005.1
- 「幸せに愛される美人の秘密 夢もお金も手に入る、新しい自分の作り方」幻冬舎,2005.3 のち文庫
- 「ぜったい幸せになれる話し方の秘密 あなたを変える「言葉のプレゼント」」スリーエーネットワーク,2005.4 のち朝日文庫
- 「最強の幸運体質をつくる魔法のアファメーション」ゴマブックス,2005.5
- 「モテる男になる魔法のチカラ 女心と成功をつかむ遺伝子の法則」かんき出版,2005.6
- 「声に出すほど美人になるおまじない 言葉の力があなたを変える!」宝島社,2005.7.「美人になるおまじない」文庫
- 「ハピモテ恋愛塾 イイ男だけが知っているイイ女のひみつ」 蝶々 共著.ビジネス社,2005.8
- 「魔法の快眠術 眠りながら夢がかなう」東洋経済新報社,2005.9
- 「運気を上げて美人になる魔法のルール あなたが変わる!ココロ・カラダ・コトバの魔力」PHPエディターズ・グループ 2005.9
- 「結婚してからも恋の輝きに包まれて幸せに生きる魔法の恋愛術」DHC,2005.10
- 「佐藤富雄の「ツキ」の法則!」三笠書房知的生きかた文庫 2005.10
- 「シンデレラになる魔法の言葉」2005.11.宝島社文庫
- 「恋愛と結婚の黄金ルール」大和書房,2005.12
- 「幸運が舞い降りる笑顔の法則 あなたを変える「太陽の笑顔」と「満月の涙」」スリーエーネットワーク,2006.2
- 「言葉にするだけで手に入る大人の恋、お金の秘密」ソフトバンククリエイティブ,2006.3
- 「結婚までにあなたが変わる恋愛の作法」イースト・プレス,2006.3
- 「美人は言葉で愛される ココロとカラダのハッピーな成功習慣」ビジネス社,2006.5
- 「一ヵ月で幸せになる魔法の絵本」マックス 2006.5
- 「運命の人」に愛されたいっ! あなただけの「王子様」を育てる方法」ベストセラーズ,2006.6
- 「ちょっとした習慣であなたの人生は変わる 思いのままに望みが叶い、最高の自分を手に入れる!」フォレスト出版,2006.7
- 「脳が生まれ変わる魔法のウォーキング サイトカインであなたの脳が全快になる!」宝島社,2006.8
- 「望みがかなう人は楽天思考」2006.9.中経文庫
- 「合格するカラダを作るやる気みるみる合格ノート」ナガセ,2006.9.東進ブックス
- 「生命の樹 佐藤富雄スピリチュアル写真集」一色一成 監修.マックス 2006.9
- 「"恋する"脳の育て方 夢をかなえる、言葉と体のレッスン」ソフトバンククリエイティブ,2006.9
- 「不老革命 脳内アンチ・エイジングで生き方に"大きな変化"が起こる!」学習研究社,2006.10
- 「ウソの法則 100%願望をかなえる」幻冬舎 2006.10
- 「ハピモテ体質になれる美人の習慣 不調を絶好調に変える、ハッピー・ホルモンの作り方 : 女子力up!運気もup!」ゴマブックス,2006.11
- 「だれだって今より若くなれる 脳と細胞がよみがえるサイトキシン10の奇跡」マックス 2006.11
- 「お金も愛も鷲づかみ セルフイメージ革命」フォー・ユー 2007
- 「彼女がニューヨークで一番の花屋さんになれた理由 アメリカ大富豪に伝わるお金持ちになる魔法」宝島社,2007.1
- 「しあわせ脳にスイッチを入れる魔法の言葉51」幻冬舎,2007.1
- 「願いがかなう口ぐせ睡眠」グラフ社 2007.2
- 「美肌のチカラ 4週間で5歳若返る」池田書店,2007.2
- 「運命を変える大きな力がもらえる本」2007.2.中経文庫
- 「ありがとう」は魔法の言葉 ツキを呼び運命を開く」宝島社,2007.2 のち文庫
- 「セレブに出会える黄金法則」ゴマブックス,2007.3
- 「いい言葉は人生を変える!」2007.4.ベスト新書
- 「コロリ力 知らぬ間に人をとりこにする「脳」の使い方」経済界,2007.5 リュウ・ブックスアステ新書
- 「大富豪になる人のお金の使い方 あなたの人生が劇的に変わる48のヒント」大和出版,2007.7
- 「愛されて、幸せになる「話し方」のコツ」アスコム,2007.7
- 「Dr.佐藤富雄の頭がよくなる生き方 「非日常体験」で、成功脳に生まれ変わる」イースト・プレス,2007.8
- 「口ぐせ美人 愛とお金にめぐまれつづける」本山浩子マンガ.ハギジン出版,2007.9.ココロ美人
- 「脳にうれしい音楽のチカラ アンチエイジングの黄金律」ショパン,2007.11
- 「幸せは、バンビの法則から」2007.11.Sasaeru文庫
- 「50歳からの勉強法 自分の夢が実現する!」海竜社,2008.1.
- 「グッド・ヴィジョン 豊かさを約束するマーフィー50の言葉」2008.1.ゴマ文庫
- 「富豪塾 「未来ストーリー」で最高の人生を手に入れる!」大和出版,2008.1
- 「たった3年で楽しいお金持ちになる方法 人も運も夢も引き寄せる小さな習慣」朝日新聞出版,2008.4
- 「人は"口ぐせ"から老化する」青春出版社,2008.4
- 「欲ばり～に生きる 新しい大人の時代」かんき出版,2008.5
- 「あなたをお金持ちにする魔法の場所 熱海に住んで週末は銀座で過ごす月に一度は北海道」幻冬舎,2008.6
- 「脳が悦ぶと人は必ず成功する 「ひらめき脳」が目覚める楽しい習慣術」ナナ・コーポレート・コミュニケーション,2008.7.Nanaブックス
- 「人生の選択 "セレブリッチ"という生き方」学習研究社,2008.7
- 「女の幸せをすべて手に入れるフルコース宣言 幸せになるも不幸せになるも33歳までの宣言ですべてが変わる」ゴマブックス,2008.9
- 「幸せに愛される法則 女性のための脳レッスン」宝島社,2008.9
- 「書くだけで夢がかなう魔法の手帖術」2008.11 宝島社文庫
- 「人生の黄金期を今から迎える方法 生涯現役の脳はこうしてつくる!」大和書房,2009.1
- 「大富豪のお金持ち教育 子どもの成功脳はこうしてつくれ!」大和出版,2009.1
- 「脳が元気になる、1日の習慣 「朝、昼、夜、休日、休暇」の使い方で、幸せな未来を手に入れる」ダイヤモンド社,2009.1
- 「美人でなければ幸せになれない理由」ゴマブックス,2009.3
- 「定年する脳しない脳 日々の不安を消す楽しい脳の使い方」ナナ・コーポレート・コミュニケーション,2009.5.Nanaブックス
- 「あなたの夢がすべてかなう結婚の作法」イースト・プレス,2009.6
- 「女を味方にして男は大きく伸びる 信頼されてモテる法則」かんき出版,2009.10
- 「いい「口ぐせ」はいい人生をつくる 100万人の口ぐせ理論」大和出版,2009.11
- 「できる人のすごい!口ぐせ 脳が喜ぶ!仕事がはかどる!」PHP研究所,2009.11
- 「料理をしない女味がわからない男」海竜社,2009.12
- 「感謝ノートで夢は叶う! 人生の図は自分で描ける」朝日新聞出版,2009.12
- 「口ぐせひとつでキミは変わる 夢をかなえる言葉のスイッチ」PHP研究所,2009.12.心の友だち
- 「Dr.佐藤富雄の脳にいい!習慣術」イースト・プレス,2009.12 文庫ぎんが堂
- 「愛されてお金持ちになる魔法の手引き」ぜんにち出版,2010.4
- 「佐藤富雄の「若返る!」技術 やる気と自信が湧いてくるスローエイジングの科学」大和出版,2010
- 「若く見える人は、なぜ運がいいか 運を味方にする33の法則」新講社 2011.5
- 「頭が冴え、疲れない体になる「この習慣」を続けなさい」三笠書房,2011.10
- 「一生サビない女になるシンプルな習慣 マイナス10歳を実現する成熟系美女のアンチエイジング」講談社 2011.12
- 「遊ぶ人」ほど成功するホントの理由 300万人の人生を変えた「口ぐせ博士」が教える「勝手に成功する脳」の作り方」フォレスト新書 2011.12
- 「書き込み式」あなたの夢をかなえる未来日記」PHPエディターズ・グループ 2012.2
- 「口ぐせダイエット 脂肪が逃げ出す「ゼロ円」メソッド」2012.3.講談社+α新書
- 「一瞬であなたの人生を変えるシンプルな習慣」フォレスト新書,2012.6

### 翻訳
- 「思い」と「実現」の法則」」ウォレス・D.ワトルズ 監訳.イースト・プレス 2006.8
- 幸せなお金持ちになる「確実な法則」」ウォレス・D.ワトルズ 監訳.イースト・プレス,2007.3
- 「思い」と「実現」の法則 60歳からの満喫生活」デビッド・ブラウン 三笠書房,2009.10
- 図解幸せとお金を引き寄せる「確実な法則」」ウォレス D.ワトルズ 監訳.イースト・プレス,2010.4